# Martin Henze
Martin Henze (* 28. August 1873 in Dresden; † 6. Oktober 1956 in Pasadena) war ein deutsch-US-amerikanischer Chemiker.

## Leben
Friedrich Wolfgang Martin Henze wurde als Sohn des Bildhauers Robert Henze und dessen Frau Anna Baltzer geboren und besuchte das Realgymnasium Dresden, das er 1895 abschloss. Er studierte Chemie in Bern, Heidelberg und Leipzig und promovierte 1897 mit einer unter der Leitung von Johannes Wislicenus in Leipzig angefertigten Dissertation. Er wurde Assistent von Wislicenus und ging später für ein Jahr an die Zoologische Station Neapel, wo er Anton Dohrn bei der Errichtung einer physiologisch-chemischen Abteilung behilflich war. Im Jahr 1902 habilitierte er sich an der Universität Leipzig für das Fach Chemie. 1903 übernahm er die Leitung der physiologisch-chemischen Abteilung in Neapel und hatte als Vertrauter von Anton Dohrn und später von dessen Sohn Reinhard Dohrn erheblichen Anteil an der Entwicklung der Forschungsstation. 1906 heiratete er Claire Barbara Foley, mit der er zwei Söhne hatte: Carlo Henze (* 10. Juli 1907 in Neapel; † 5. November 2003 in Monterey) und Robert Henze (* 3. Juli 1908 in Zürich; † 6. März 2001 in San Luis Obispo).
In Neapel prägten der rege Forschungsbetrieb und die internationalen Kontakte den jungen Wissenschaftler nachhaltig. 1915 musste Henze kurz vor Kriegseintritt Italiens Neapel verlassen. Er ging vorübergehend an das Pharmazeutische Institut der Universität Bern, wo er sich mit Pflanzenstoffen beschäftigte. 1919 kehrte er nach Neapel zurück.
Nachdem Henze bereits 1910 zum Extraordinarius in Leipzig ernannt worden war, erhielt er nun einen Ruf an die Universität Innsbruck, wo er 1921 den Lehrstuhl für Medizinische Chemie übernahm. Dass er als Drittgereiter auf dem Besetzungsvorschlag schließlich zum Zug kam, wird als Zeichen dafür gewertet, dass der bis dahin begehrte Lehrstuhl – seine Vorgänger Fritz Pregl, Adolf Windaus und Hans Fischer wurden später alle mit dem Nobelpreis ausgezeichnet – nach dem Untergang des Habsburgerreichs an Bedeutung verloren hatte.
In Innsbruck lebte Henze mit seiner Familie zunächst in der Amraserstraße 11, dann in der Adamgasse 9a, und war als begeisterter Bergsteiger und Skifahrer oft in Alpen unterwegs. Er war auch ein ausgezeichneter Geiger. Wegen seiner ablehnenden Haltung gegenüber dem Nationalsozialismus, und weil er keine Nazi-Uniformen in seinem Hörsaal duldete, wurde er 1938 seines Amtes enthoben und überlebte den Krieg in der Umgebung von Innsbruck. Bereits zwei Tage nach Kriegsende traf er seinen Sohn Carlo wieder, der in Innsbruck Medizin studiert hatte, später für Sandoz nach New York ging, als Captain im U.S. Army Medical Corps diente und an den streng geheimen Alsos-Missionen beteiligt war.
Mit Hilfe seines Sohnes übersiedelten Martin Henze und seine Frau 1946 in die USA und ließen sich in Pasadena nieder, wohin ihr Sohn Robert ausgewandert war. Hier fand Henze am California Institute of Technology eine neue wissenschaftliche Heimat und nahm 1952 die US-Staatsbürgerschaft an. 1953 wurde Martin Henze von der Universität Innsbruck mit einem Ehrendoktorat ausgezeichnet. 1956 verstarb er im Alter von 83 Jahren in Pasadena.

## Wirken
Martin Henze untersuchte in der Meeresstation in Neapel mit den damals modernsten Analysemethoden verschiedene Meerestieren. Er leistete viele wichtige Beiträge zur Chemie des Hämocyanins, einem Blutfarbstoff der Gliederfüßer und Weichtiere, der als Sauerstofftransporter dient. Anders als beim roten, eisenhaltigen Hämoglobin wird der Sauerstoff im Hämocyanin von zwei Kupfer-Ionen gebunden. 1911 stellt er in den Blutzellen einer Seescheide hohe Vanadiumkonzentrationen fest. Hämovanadin ist ein hellgrünes Protein, eines der wenigen bekannten vanadiumhaltigen Proteine. Seine Entdeckung wird in der wissenschaftlichen Literatur Hetze zugeschrieben. Durch seine Entdeckung von Tyramin und anderen Aminen in den Speicheldrüsen von Kopffüßern legte er außerdem die Grundlage für umfangreiche biochemische Forschungen, die sich auf verschiedene andere biochemische und physiologische Gebiete ausdehnte, wie die Biotoxine von Meerestieren. In Innsbruck veröffentlichte Henze unter anderem Arbeiten über die antiketogene Wirkung von Kohlehydratabbauprodukten sowie über Pyridin- und Cholinderivate.

## Ausgewählte Werke
- Zur geometrischen Isomerie der α-Methylcrotonsäuren und der Pseudobutylene, Dissertation, Leipzig 1897
- Die Produkte der Einwirkung von Benzylcyanid auf Aldehyde und auf einige ungesättigte Verbindungen, Habilitationsschrift, Leipzig 1902
- Martin Henze: Untersuchungen über das Blut der Ascidien. I. Mitteilung. Die Vanadiumverbindung der Blutkörperchen. In: Hoppe-Seyler's Zeitschrift für physiologische Chemie. Band 72, Nr. 5–6, 1. Januar 1911, ISSN 1437-4315, S. 494–501, doi:10.1515/bchm2.1911.72.5-6.494 (degruyter.com [abgerufen am 3. Januar 2024]).
- Martin Henze: p-Oxyphenyläthylamin, das Speicheldrüsengift der Cephalopoden. Band 87, Nr. 1, 1. Januar 1913, ISSN 1437-4315, S. 51–58, doi:10.1515/bchm2.1913.87.1.51 (degruyter.com [abgerufen am 3. Januar 2024]).
- Martin Henze: Zur Kenntniss des Hämocyanins. In: Hoppe-Seyler's Zeitschrift für physiologische Chemie. Band 33, Nr. 3–4, 1. Januar 1901, ISSN 1437-4315, S. 370–384, doi:10.1515/bchm2.1901.33.3-4.370 (degruyter.com [abgerufen am 3. Januar 2024]).
- Martin Henze: Zur Chemie des Gorgonins und der Jodgorgosäure. In: Hoppe-Seyler's Zeitschrift für physiologische Chemie. Band 38, Nr. 1–2, 1. Januar 1903, ISSN 1437-4315, S. 60–79, doi:10.1515/bchm2.1903.38.1-2.60 (degruyter.com [abgerufen am 3. Januar 2024]).
- Martin Henze: Spongosterin, eine cholesterinartige Substanz aus Suberites domuncula, und seine angebliche Beziehung zum Lipochrom dieses Tieres. In: Hoppe-Seyler's Zeitschrift für physiologische Chemie. Band 41, Nr. 1–2, 1. Januar 1904, ISSN 1437-4315, S. 109–124, doi:10.1515/bchm2.1904.41.1-2.109 (degruyter.com [abgerufen am 3. Januar 2024]).
- Martin Henze: Beiträge zur Muskelchemie der Octopoden. In: Hoppe-Seyler's Zeitschrift für physiologische Chemie. Band 43, Nr. 6, 1. Januar 1905, ISSN 1437-4315, S. 477–493, doi:10.1515/bchm2.1905.43.6.477 (degruyter.com [abgerufen am 3. Januar 2024]).
- Martin Henze, R. Müller: Die Umwandlung der Acetessigsäure durch Methylglyoxal. II. Mitteilung. In: Hoppe-Seyler's Zeitschrift für physiologische Chemie. Band 193, Nr. 1–2, 1. Januar 1930, ISSN 1437-4315, S. 88–96, doi:10.1515/bchm2.1930.193.1-2.88 (degruyter.com [abgerufen am 3. Januar 2024]).
- Martin Henze: Untersuchungen über den Styrax. I. Nachweis von Coniferen‐Harzsäuren (Abletin‐ u. Pimarsäure). In: Berichte der deutschen chemischen Gesellschaft. Band 49, Nr. 2, Juli 1916, ISSN 0365-9496, S. 1622–1632, doi:10.1002/cber.19160490216 (wiley.com [abgerufen am 3. Januar 2024]).